# Briton Ferry Llansawel A.F.C.
Briton Ferry Llansawel A.F.C. – walijski klub piłkarski mający swoją siedzibę w Briton Ferry. Występuje w Cymru Premier, najwyższym szczeblu piłkarskim w Walii.

## Historia
Briton Ferry Llansawel A.F.C. powstał w 2009 z połączenia dwóch klubów – Briton Ferry Athletic F.C. i Llansawel F.C.. Po raz pierwszy zagrali na drugim szczeblu rozgrywkowym w sezonie 2014/2015. Spadli z niego sezon później. Do Cymru Alliance wrócili po roku. W sezonie 2023/2024 wygrali grupę południową tych rozgrywek i awansowali do Cymru Premier.

## Stadion
Briton Ferry Llansawel A.F.C. rozgrywa swoje mecze na Old Road.

## Skład
Stan na 9 listopada 2024
| Nr | Poz. | Piłkarz                |
| -- | ---- | ---------------------- |
| 1  | BR   | Rhys Wilson            |
| 2  | OB   | Luis Bates             |
| 4  | OB   | Alex Gammond (kapitan) |
| 5  | OB   | Kris Evans             |
| 6  | PO   | Keiran Williams        |
| 7  | NA   | Tyler Brock            |
| 8  | PO   | Tom Price              |
| 9  | NA   | Tom Walters            |
| 10 | NA   | Luke Bowen             |
| 11 | PO   | Corey Hurford          |
| 13 | BR   | Will Fuller            |

| Nr | Poz. | Piłkarz        |
| -- | ---- | -------------- |
| 14 | NA   | Caleb Demery   |
| 16 | OB   | Joseph Jones   |
| 17 | NA   | Ellis Sage     |
| 18 | OB   | Ryan George    |
| 19 | PO   | Ryan Bevan     |
| 20 | NA   | Jasper Payne   |
| 21 | PO   | Ricky-Lee Owen |
| 22 | NA   | Rio Dyer       |
| 23 | PO   | Will Rickard   |
| 24 | OB   | Kian Jenkins   |

## Sukcesy
- Cymru Alliance (1x): 2023/2024